# Дешпортіву Марітіму
Клубе Дешпортіву Марітіму Міколу або просто Дешпортіву Марітіму (порт. Clube Desportivo Marítimo Micoló) — футбольний клуб з містечка Міколу на острові Сан-Томе, в Сан-Томе і Принсіпі.

## Історія
У 2001 році Марітіму досяг півфіналу кубка, але й надалі продовжив виступати у другому дивізіоні. У сезоні 2006/07 років Марітіму доволі непогано виступав на найвищому рівні, але це не допомогло клубу уникнути вильоту до другого дивізіону. Клуб знову з'явився в першому дивізіоні національного Чемпіонату в 2012 році, але знову вилетів до другого дивізіону, де клуб грає на даний момент. За сою історію «Дешпортіву Марітіму» жодного разу не вигравав національного чемпіонату чи кубку.